# Abdul Kahar
Abdul Kahar (arabisch عبد القهار) war der sechste Sultan von Brunei. Er regierte von 1524 bis zu seinem Rücktritt 1530, wodurch er seinem Neffen und Adoptivsohn Saiful Rijal ermöglichte, Sultan zu werden. In dieser Zeit agiert er zunächst noch als Regent unter dem Titel Paduka Seri Begawan Sultan. Nach seinem Tod 1578 erhielt er die Bezeichnung Marhum Keramat.